# TKD
TKD – polskie eksperymentalne działo samobieżne na bazie czołgu TK z 1932 roku, określane według nazewnictwa z tamtego okresu jako wóz towarzyszący oraz czołg TK uzbrojony w działko (TKD).

## Historia
W czasie projektowania prototypów TK-1 i TK-2 konstruktorzy, opierając się na brytyjskich prospektach zabudowy podwozia tankietki Carden-Lloyda, na której czołg ten bazował, postanowili zbudować wiele modeli pochodnych. Jedną z odmian miał być czołg TK z możliwością ustawienia na nim działka kalibru 37 mm, planowany jako samobieżna broń przeciwpancerna i wsparcia dla brygad kawalerii. Problemem był jednak brak odpowiedniego działa.
W kwietniu 1932 roku inż. J. Łapuszewski z BK Br.Panc WIBI ukończył projekt wozu TK z działkiem 47 mm „Pocisk” na bazie podwozia TK o wzmocnionym zawieszeniu i szerszych gąsienicach. Masa pojazdu wzrosła do 3 ton, co nie wpłynęło jednak zbytnio na własności trakcyjne i prędkość maksymalną. Armata zamontowana została wraz z tarczą na odkrytym od góry przedziale bojowym, zamocowanie jej pozwalało na ostrzał w płaszczyźnie pionowej w granicach +23° do -12° i w małym zakresie w poziomej.
W maju 1932 na wersję TKD przebudowano egzemplarz nr ser. 1159 na prototyp i w czerwcu odbył próbne strzelania. Do końca czerwca przebudowano na tę wersję dalsze trzy pojazdy o numerach 1156, 1157 i 1158. Po dalszych próbach sformowano z nich pluton, który brał udział w jesiennych ćwiczeniach w 1932 i w lecie 1933 jako odwód przeciwpancerny w składzie brygady kawalerii. Uznano TKD za udane pod względem taktycznym, lecz niedoskonałe technicznie i próby ich trwały do 1935 roku. W latach 1933–1934 stanowiły uzbrojenie plutonu w Doświadczalnej Grupie Pancerno-Motorowej, potem plutonu doświadczalnego batalionu pancerno-motorowego w CW Br.Panc.
Próby TKD przeprowadzono też z 37 mm armatą przeciwpancerną, stanowiącą odmianę modelu Puteaux z czołgu Renault 1917 FT oraz z 47 mm armatą czołgową Vickers (wóz nr 1159).
W 1937 cztery TKD podawane były na stanie sprzętu pancernego, później w składzie 10. Brygady Kawalerii Zmotoryzowanej (pluton działek towarzyszących wraz z dwoma TKS-D) w czasie ćwiczeń jesienią 1938. Prosto z ćwiczeń skierowano je do Grupy Operacyjnej Śląsk i użyto w trakcie zajmowania Zaolzia. W 1939 miały one brać udział w obronie Warszawy, co jednak jest wątpliwe, bo pancerz ich wykonano ze zwykłej blachy. 